# Firth of Thames

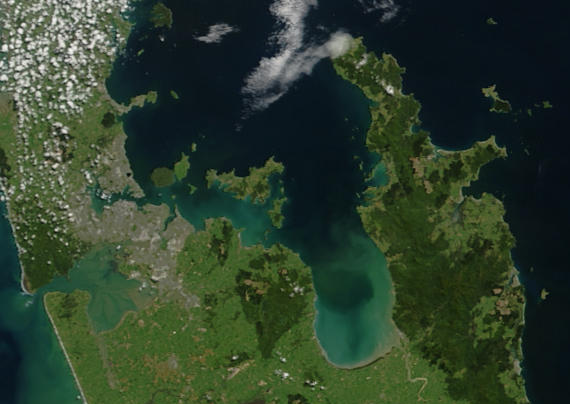
Eine Echtfarbenaufnahme des Hauraki Gulf (Mitte). Der Firth of Thames ist die große Bucht im Südosten. Das Bild wurde vom Satelliten Terra der NASA am 23. Oktober 2002 aufgenommen.

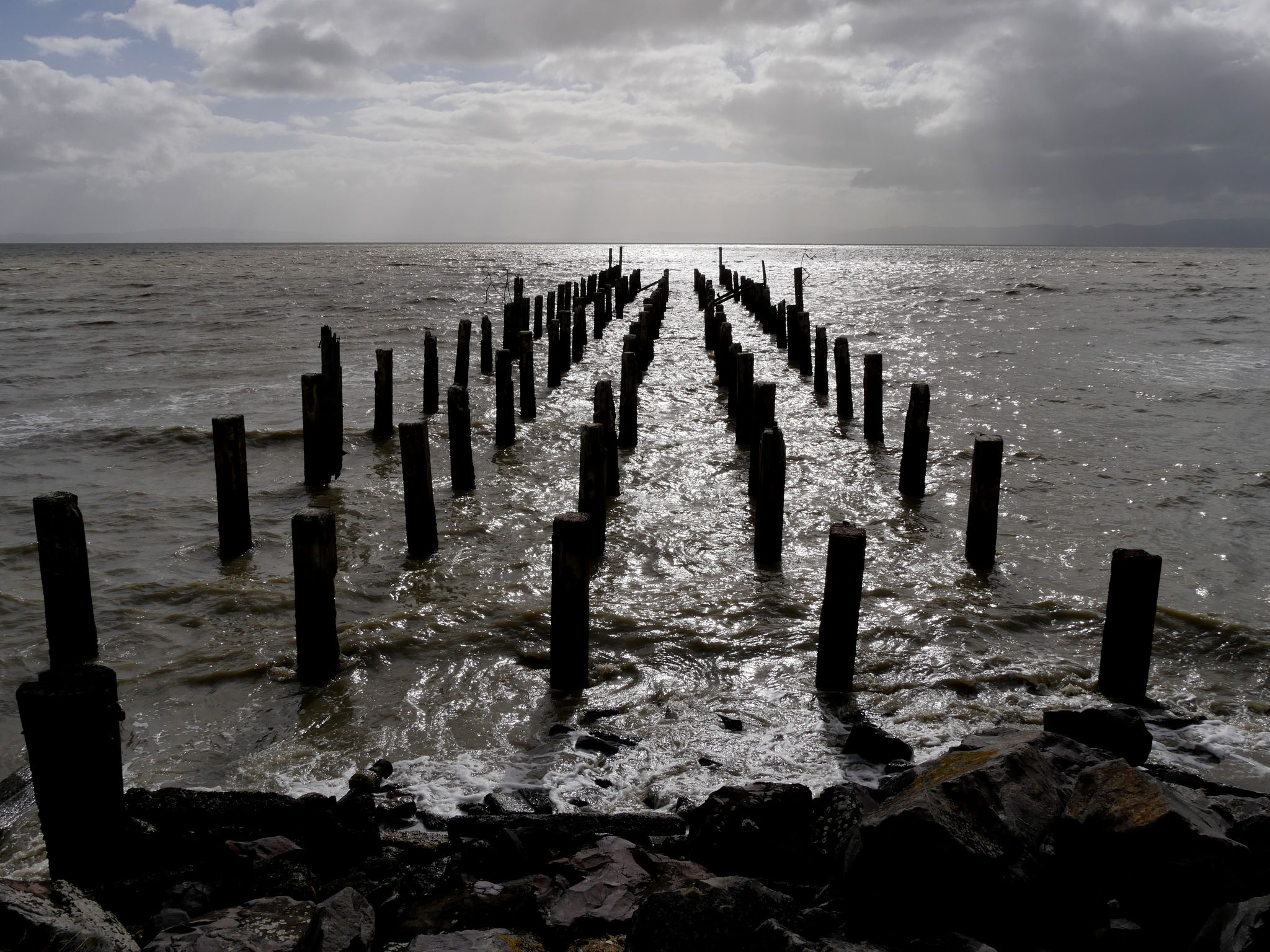
Reste der historischen Burke Street Wharf in Thames mit Blick auf den Firth of Thames

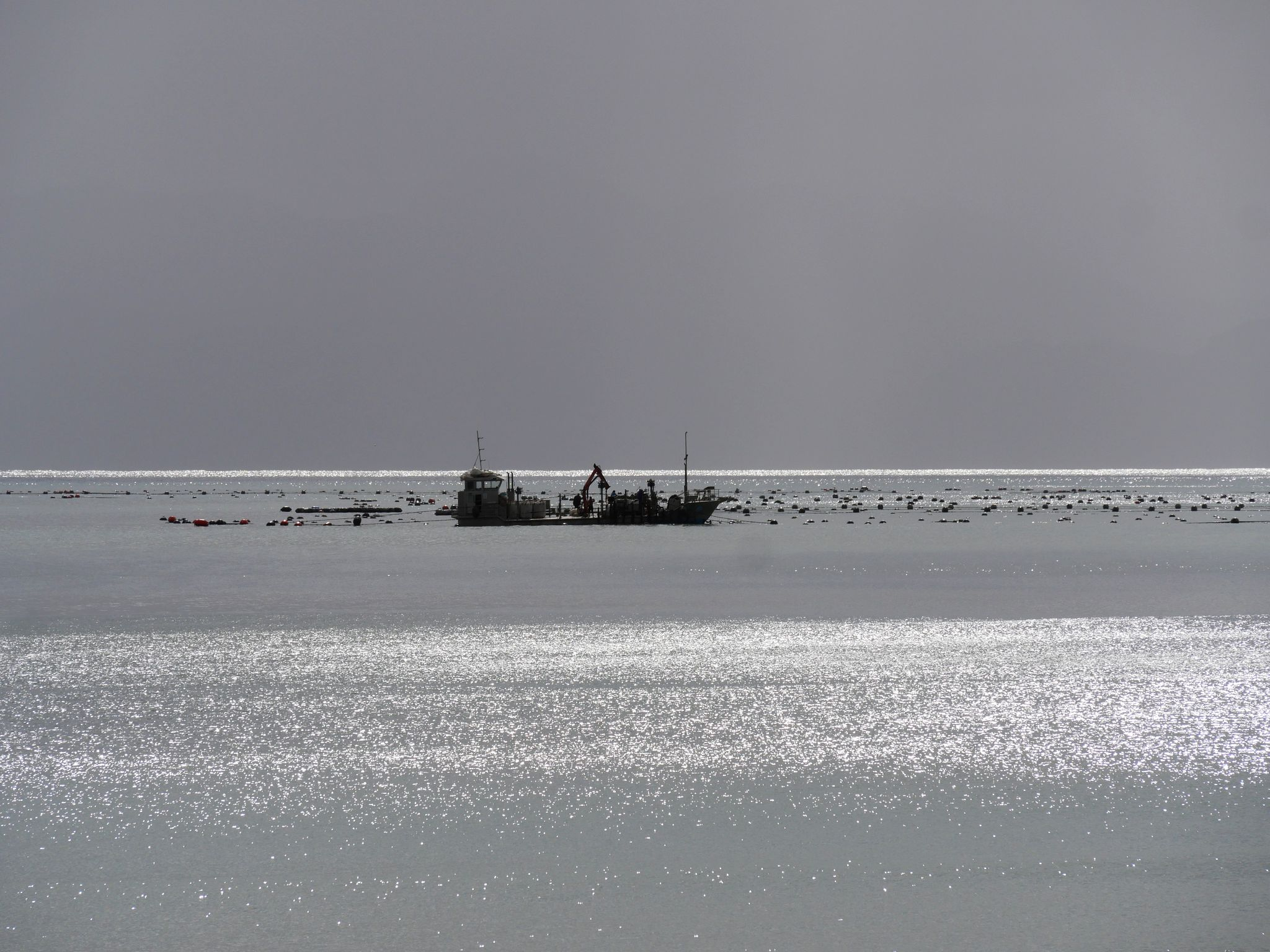
Muschelfarm vor Matingarahi an der Westküste des Firth of Thames

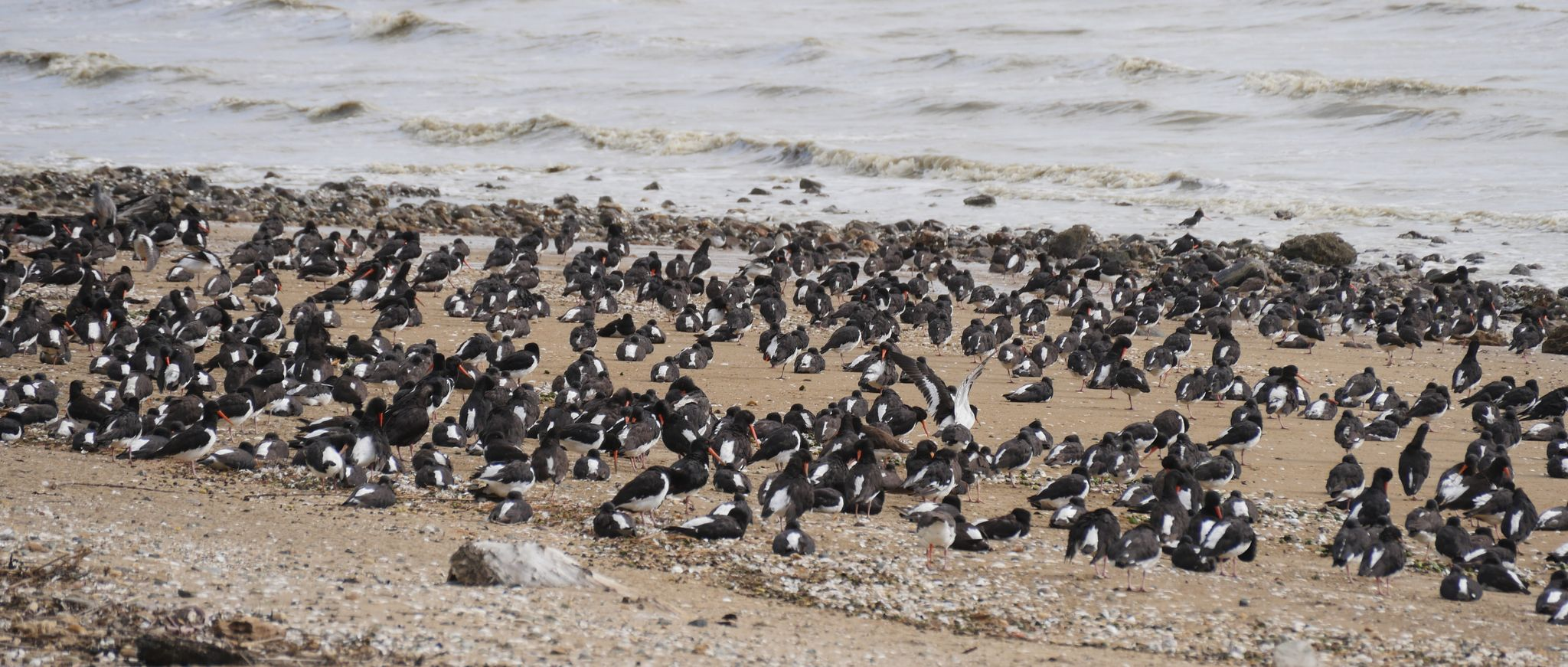
Neuseeländische oder Südinsel-Austernfischer am Strand von Thames, Januar 2007

Der Firth of Thames ist eine große Bucht im Norden der Nordinsel von Neuseeland.

## Geographie
Der Firth of Thames wird im Westen vom Stadtgebiet des Auckland Council und dem südlich angrenzenden Waikato District, im Süden von den Hauraki Plains und im Osten von der Coromandel Peninsula begrenzt. Nach Norden hin ist die Bucht offen und hat Zugang zum Hauraki Gulf. Mit einer Länge von rund 60 km und eine Breite zwischen 16 und 20 km bringt es der Firth of Thames auf eine Fläche von rund 650 km2, sein Wassereinzugsgebiet hingegen auf rund 3600 km2. Der Firth of Thames ist ein flaches Gewässer. Rund ein Drittel der Bucht hat eine  Wassertiefe von unter 10 Metern. Nach Norden hin steigt die Wassertiefe kontinuierlich auf etwa 40 Meter an. Bei Ebbe fällt eine Fläche von rund 8500 Hektar trocken.
Die Hauptzuflüsse des Firth of Thames sind der Piako River, der Waihou River und der Kauaeranga River.

## Namensherkunft
Der Kapitän und Seefahrer James Cook gab der Bucht ihren Namen und nannte den Waihou River the river Thames. Die Māori nennen die Bucht ebenso Tīkapa Moana wie für den Hauraki Gulf, machen zwischen den Gewässern also keinen Unterschied.

## Flora und Fauna
Bei Ebbe gibt die Bucht mit den Mündungsgebieten der Flüsse rund 8500 Hektar Land frei. Dieses Land besteht aus Wattgebieten, Muschelbänken, Feuchtwiesen, Mangrovenwäldern, Salzmarschen und Salzwiesen.
Die Muschelbänke zwischen Miranda und Kaiaua im Südwesten der Bucht sind etwas Besonderes und wurden durch die versteinerten Muscheln Austrovenus stutchburyi gebildet. Sie werden bei hohem Wasserstand von vielen Vögeln als Schlafplatz genutzt.
Der südliche Teil der Bucht zwischen Thames und Miranda bietet den Watt- und Wasservögeln ausgezeichnete Bedingungen für ihre Futtersuche und die Mangrovenwälder und Salzmarschgebiete den Meeresfischen zur Aufzucht ihrer Nachkommen. Über 74 verschiedene Vogelarten, die sich in Küstengebieten niederlassen, wurden im Einzugsgebiet des Firth of Thames gezählt. Einige Vogelarten kommen in den Winterzeiten aus der nördlichen Hemisphäre und überwintern im neuseeländischen Sommer in der Bucht. Als ständige Population in der Bucht werden etwa 25.000 Vögel angenommen, die in den Sommermonaten durch Zugvögel auf etwa 40.000 anwächst.

## Überfischung
Der Verzehr von Muscheln gehörte bei den Māori wie bei Europäern das Brot zum täglichen Verzehr. Doch der Muschelbestand war in der voreuropäischen Zeit Neuseelands nie gefährdet. Dies sollte sich mit der Ankunft der Europäer ändern. Schon William Anderson, mitreisender Arzt und Naturforscher der Cook-Expedition, berichtete 1777 von der vorzüglichen Qualität der Muscheln an den Ufern des Firth of Thames. Die ersten Muschelernten von Europäern sind aus dem Jahr 1909 aus Tapu an der Westküste der Coromandel Peninsula dokumentiert. Seinerzeit wurden die Muscheln noch per Hand von den Felsen geerntet. Das großflächige Fischen mit maschinellen Hilfsmitteln begann 1910 und wurde bis in die 1960er Jahre fortgeführt. Lagen die Erträge bis 1930 noch bei maximal 500 Tonnen, stiegen sie 1940 bereits auf 1400 Tonnen und bis 1961 auf über 2800 Tonnen. Hauptabnehmer der Muscheln, frisch, geräuchert oder in Dosen konserviert, war der Großraum Auckland. Nach 1961 sanken die Muschelernten dramatisch auf 180 Tonnen im Jahr 1965 ab. 1969 wurden offiziell keine Muscheln mehr geerntet.
Unterwasservideoaufnahmen aus dem Jahr 2002 zeigten, dass sich der natürliche Muschelbestand im Firth of Thames nicht erholt hat. Als Gründe hierfür werden angenommen, dass neben der rücksichtslosen Überfischung der 1940er, 50er und 60er Jahre, auch der zuvor auf der Coromandel Peninsula stattgefundener Raubbau des Waldes, der Trockenlegung vieler Feuchtgebiete – vor allem in den Hauraki Plains – und der Zuführung cyanidhaltiger Abwässern aus der Goldgewinnung in den Firth of Thames, die Lebensbedingungen für die Muscheln in der Bucht nachhaltig geschädigt haben.

## Muschelfarmen
1965 startete man den Versuch künstliche Muschelfarmen anzulegen. Doch erste Vermarktungen fanden erst 1978 statt. Das Zentrum der Haltung von Muschelfarmen ist seit den 1980er Jahren die Gegend um Coromandel. Wurden die Erträge in den ersten Jahren nicht nachhaltig dokumentiert, gab es ab 2004 erste Zahlen. 12.000 Tonnen Muscheln wurden von den Farmen geerntet, mit einem Anstieg auf 21.000 Tonnen im Jahr 2006.

## Schutzgebiete
- Mit dem Hauraki Gulf Marine Park Act 2000 wurden die Gewässer, das Uferland und der Meeresboden des Hauraki Gulf, zu dem in dem Gesetz auch der Firth of Thames gezählt wird, unter besonderen Schutz gestellt.[3]
- Ein besonderes Schutzgebiet stellt auch das 8927 Hektar große am 21. September 1990[10] eingerichtete RAMSAR-Schutzgebiet am südlichen Buchtende dar, das das ausgewiesene Feuchtgebiet unter den Schutz internationaler Vereinbarung stellt. Es wird u. a. von den lokalen Māori der Hauraki Region auf Basis des Treaty of Waitangi beansprucht. Die fruchtbaren Küstenstreifen wurden traditionell von den Māori für ihre Jagt nach Fischen und Seevögeln genutzt.[3]
- Der Miranda Naturalists Trust kümmert sich seit den 1940er Jahren um das oben beschriebene Vogelgebiet zwischen Miranda und Kaiaua und betreibt ein Shorebird Information Centre, das sich um Information und Aufklärung bemüht.[3]